# Asonanță
În literatură, termenul asonanță, împrumut din italiană (assonanza) sau din franceză (assonance), denumește, după unii autori, un tip de rimă. La unii dintre aceștia se găsește precizarea „rimă imperfectă”. Alți autori o consideră un procedeu de versificație cu totul aparte. Indiferent de aceasta, asonanța este definită în raport cu rima, în sensul că față de aceasta, care constă în identitatea silabei sau silabelor finale ale unor cuvinte, asonanța este o potrivire parțială a acestora. În privința a ce este identic și ce nu în asonanță, și unde se găsesc cuvintele respective, există diferențe în funcție de limbă și/sau de autori.
După autori de limbă engleză, francezi și români, de exemplu, asonanța este dată de vocale accentuate identice urmate de consoane diferite la sfârșit de vers sau în interiorul unui vers, de exemplu ro  mângâiere – stele, en  lake „lac” – fate „soartă”, fr  trace „urmă” – frappe „lovește”. Există și părerea că poate fi vorba și de vocale apropiate.
În literatura de specialitate maghiară se afirmă că asonanța cuprinde în general două silabe, adică în ambele sunt vocale identice, fie accentuate, fie neaccentuate: nézi „îl/o/îi/le privește” – méri „îl/o/îi/le măsoară”, házra „pe casă” – áldja „ îl/o/îi/le binecuvântează”. Aceasta este numită „asonanță curată”.
Autori români și maghiari menționează că printre consoanele de pe lângă vocalele identice pot fi și consoane identice: hu  kaszárnya „cazarmă” – bezárva „închis(ă)”. Există și autor care pomenește numai de asemenea asonanțe.
După unii autori sunt și asonanțe date numai de consoane identice: hu  fél hat „(ora) cinci și jumătate” – félhet „poate să se teamă”. În engleză, aceasta se denumește cu un termen aparte, consonance: en  look „privire” – luck „noroc”.
Asonanțe se pot întâlni și în proză, chiar în discursuri neliterare, care au scopul de a crea efecte expresive.
Asonanțele sunt frecvente în poezia populară românească, dar și în cea maghiară, sau în poezia medievală a popoarelor nordice, precum și în baladele populare englezești vechi. Și epopeile medievale franceze se caracterizează mai mult prin asonanță decât prin rimă. Pe asonanțele redate în textele poetice vechi se bazează, în fonetica istorică, unul din procedeele de reconstituire a unor stadii din evoluția vocalelor, de exemplu în cercetarea istoriei limbii franceze.

## Exemple de asonanțe în poezii
- asonanțe numai vocalice:
  - la sfârșit de versuri:

ro  Și le-am fost de mângâiere / Ca și luna printre stele (poezie populară);
hu  Nem is, nem is azt a forgószelet nézi, / Mely a hamvas utat véges-végig méri (literal „Nu acel vârtej de vânt îl privește, ce măsoară până la capăt drumul cel brumăriu” (János Arany, Toldi);
- în vers: fr  Sous le ciel grand ouvert la mer ferme ses ailes (literal „Sub cerul larg deschis marea își închide aripile”) (Paul Éluard);

- asonanțe vocalice și consonantice:
  - în vers: ro  Căci unde-ajunge nu-i hotar... (Mihai Eminescu, Luceafărul)[1];
  - la sfârșit de versuri: hu  Én es bíztam egyszer forró szerelmemben, / De hamar béláttam, hogy rászedett engem... (literal „Și eu m-am încrezut odată în dragostea-mi fierbinte, dar am văzut repede că m-a înșelat”) (poezie populară)[5];
- asonanță numai consonantică: hu  ...méztől dagadva megreped a szőlő / s a boldogságtól elnémul a szóló (literal „… umflat de miere se crapă strugurele, și de fericire amuțește cel ce cuvântă” (Dezső Kosztolányi)[4].